# Las Vegas Nights
Las Vegas Nights è un film musicale del 1941 diretto da Ralph Murphy con Bert Wheeler. Fu distribuito in Inghilterra come The Gay City e comprende alcune canzoni dell'orchestra di Tommy Dorsey ma solo una interpretata da Frank Sinatra (I'll Never Smile Again), e anche quella è interrotta da un dialogo.